# Xahr Hilal Yuhaqbid
Xahr Hilal Yuhaqbid fou rei de Qataban al segle ii.
Va fundar una nova dinastia i no es coneix la relació que pogués tenir amb l'anterior ni amb el suposat darrer rei Yaghul Yuhargib. Shahr Hilal Yuhaqbid va regnar sol uns anys i després amb un associat de nom Hawfi`am Yakhal, que podria ser el seu germà, però el successor fou el fill Nabat Yuhan`im.